# Etnaland
Etnaland (anciennement Parco Zoo di Sicilia), est un parc à thèmes situé près de Belpasso, à environ 12 kilomètres de Catane.
Ouvert depuis 2001 comme un petit Zoo dans une ferme typiquement sicilienne située au pied de l'Etna il a peu à peu évolué pour devenir un parc combinant zoo, parc aquatique et parc d'attractions. En 2007, le zoo a fermé définitivement ses portes.

## Le parc aquatique
Le parc aquatique comprend 25 attractions, déployées autour de 8 500 m2 de piscines ou bassins. Il s'agit principalement de grands toboggans qui se terminent dans des bassins, que l'on emprunte directement, ou bien sur une bouée gonflable. Il y a aussi des rides sur une embarcation flottante, qui effectuent un parcours sur une rivière artificielle, et dont on sort en général éclabousse ou mouillé.
Le parc comporte des attractions pour jeunes enfants, des bassins de baignade, dont un à vagues artificielles, et des attractions à forte adrénaline.
L'emplacement du parc et la hauteur des départs des toboggans offre souvent une vue panoramique sur la vallée de l'Etna.
L'attraction de la Tour Etnaland, est un grand splash, une embarcation de 15 personnes monte à 60 m de hauteur, et redescend tout droit sur un raide toboggan, et freine dans une énorme gerbe d'eau dans le bassin d'arrivée. 
Les attractions Kamikaze sont des toboggans hauts et raides, dans des tubes de plastiques soit ouverts soit fermés et sombres.
L'attraction du canon rouge est une descente dans un court toboggan quasi vertical, débouchant sur un bassin qui fait office de tremplin, éjectant la personne à l'horizontal avant qu'elle retombe dans le bassin sur le dos.
Certaines attractions comme les chutes du Niagara se font sur des bouées à 2 places, d'autres comme la rivière sauvage sur des bouées rondes à 6 places.
L'autorisation d'accès des enfants aux attractions se fait selon leur taille, souvent 1,20 m ou 1,40 m, contrôlée par les surveillants des attractions.
Les participants évoluent dans le parc en maillot de bain, peuvent s'installer sur des transats (payants) ou sur des pelouses. Un système de casiers à clés permet de déposer leurs affaires.
Quelques attractions sont communes au parc aquatique et au parc à thème. En été, le parc aquatique est ouvert la journée, et le parc à thème en soirée. 

## Le parc des dinosaures
Une section du parc est dédiée à la reconstitution d'animaux préhistoriques grandeur nature. L'accès à l'attraction s'effectue en train et le reste du parcours à pied. La visite commence par une grotte où les premières formes de vie sont exposées. Elle continue chronologiquement, présentant vie animale et végétale jusqu'à la période de l'homme de Cro-Magnon.

## Le téléphérique
Un téléphérique est installé dans le parc, permettant de relier un réseau de 1,8 km et est soutenu par 23 piliers. Il compte environ 150 cabines, permettant le transport d'environ 700 personnes par heure.

## Attractions
- Cinema 4D - Cinéma 3D (2010)

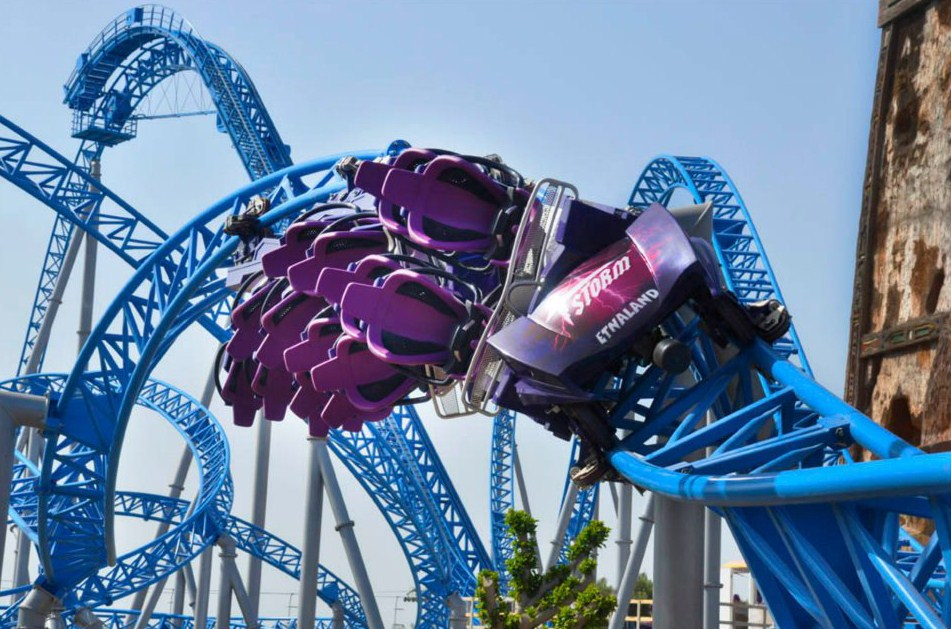
Storm

- Crocodile Rapids - Rivière rapide en bouées d'Hafema (2005)
- Etnaland Tower - Tour de chute de S&S Worldwide (2013)
- Guardie e Ladri - Demolition Derby de Zamperla (2002)
- Jungle Splash - Shoot the Chute d'Intamin (2010)
- Storm - Montagnes russes assises de Mack Rides (2013)
- The School - Parcours scénique interactif de Gosetto (2013)